# Dimensiune
1. Doua puncte  pot fi legate pentru a crea un segment.
2. Două segmente de dreaptă paralele  pot fi legate pentru a forma un pătrat.
3. Două pătrate paralele  pot fi conectate pentru a forma un cub.
4. Două cuburi paralele  pot fi conectate pentru a forma un tesseract.

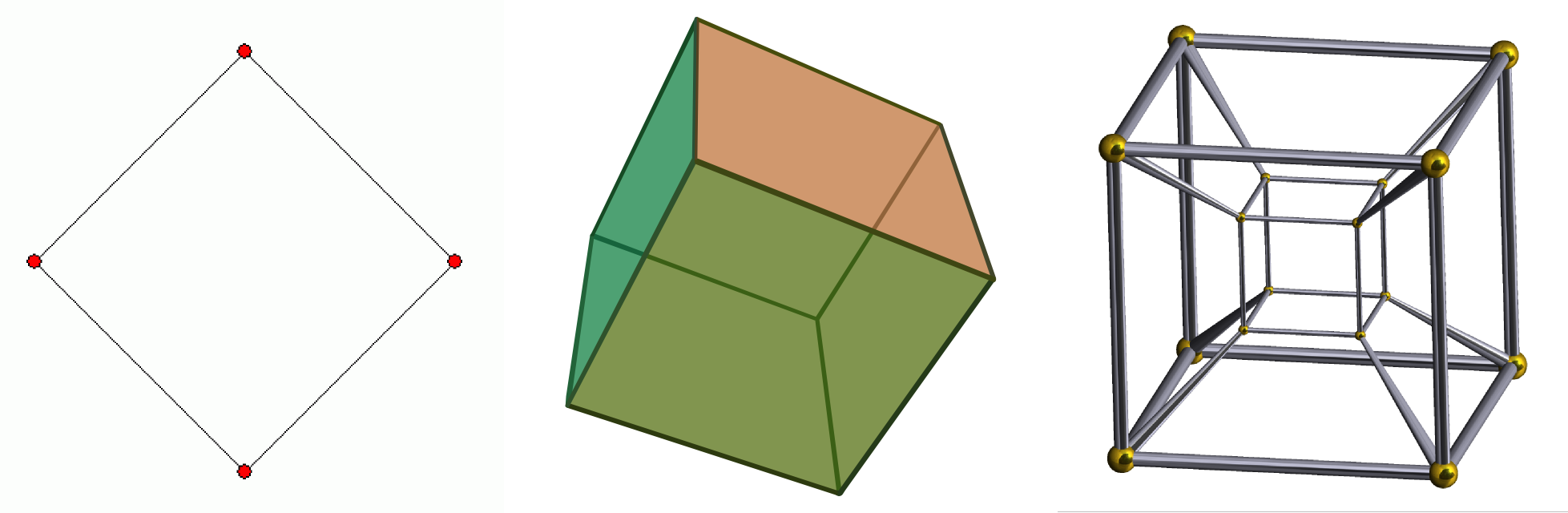
De la stânga la dreapta: pătratul, cubul și tesseractul. Pătratul bidimensional (2D) este mărginit de segmente de dreaptă unidimensionale (1D); cubul tridimensional (3D) prin suprafețe bidimensionale; și tesseractul cvadridimensional (4D) de volume tridimensionale. Pentru afișarea pe o suprafață bidimensională, cum ar fi un ecran, cubul 3D și tesseractul 4D necesită.

Primele patru dimensiuni spațiale, reprezentate într-o imagine bidimensională.

În fizică și matematică, dimensiunea unui spațiu (sau obiect) matematic este definită informal ca fiind numărul minim de coordonate necesare pentru a specifica orice punct din interiorul acestuia.  Astfel, o linie are dimensiunea unu, deoarece este necesară o singură coordonată pentru a specifica un punct pe ea – de exemplu punctul de la 5 pe o axă a numerelor. O suprafață, cum ar fi un plan, sau suprafața unui cilindru sau a unei sfere, are dimensiunea doi, deoarece sunt necesare două coordonate pentru a specifica un punct pe ea – de exemplu atât latitudinea și longitudinea sunt necesare pentru a găsi un punct pe suprafața unei sfere. Interiorul unui cub, al unui cilindru sau al unei sfere este tridimensional, deoarece sunt necesare trei coordonate pentru a localiza un punct în interiorul acestor spații. 
În mecanica clasică, spațiul și timpul sunt categorii diferite și se referă la spațiul și timpul absolute⁠(d). Această concepție asupra lumii este un spațiu cvadridimensional, dar nu cel care a fost găsit necesar pentru a descrie electromagnetismul. Cele patru dimensiuni ale spațiu-timpului constau în evenimente care nu sunt definite absolut spațial și temporal, ci mai degrabă sunt cunoscute în raport cu mișcarea unui observator⁠(d). Spațiul Minkowski aproximează mai întâi universul fără gravitație; varietățile pseudo-riemaniene⁠(d) ale relativității generale descriu spațiu-timpul cu materie și gravitație. Zece dimensiuni sunt folosite pentru a descrie teoria superstringurilor⁠(d), unsprezece dimensiuni pot descrie supergravitația și teoria M, iar spațiul stărilor mecanicii cuantice este un spațiu funcțional infinit-dimensional. 
Conceptul de dimensiune nu se limitează la obiectele fizice. Suprafața spațială mare apare frecvent în matematică și științe. Acestea pot fi spații de parametri⁠(d) sau de configurație⁠(d), cum ar fi mecanica lagrangiană sau hamiltoniană; acestea sunt spații abstracte, independente de spațiul fizic în care trăim.

## Datele spațiale
Mai multe tipuri de sisteme digitale sunt bazate pe stocarea, analiza și vizualizarea formelor geometrice, inclusiv software-ul de ilustrație, proiectarea asistată de calculator și sistemele informatice geografice. Aceste sisteme utilizează diferite structuri de date pentru a reprezenta formele, dar majoritatea se bazează pe un set de primitive geometrice care corespund dimensiunilor spațiale:
- Punct (0-dimensional) este o locație în spațiu, reprezentată de o singură coordonată într-un sistem de coordonate (de exemplu, pe un ax X, Y sau Z).
- Linie sau Polilinie (1-dimensională) este o formă care poate fi descrisă printr-o serie de puncte, care sunt conectate pentru a forma o linie dreaptă sau curbată. Software-ul interpolează (completă) liniile între punctele stabilite.
- Poligon (2-dimensional) este o formă plană care este definită de o linie închisă, având un interior și un exterior. Este folosită pentru a reprezenta o zonă bidimensională, cum ar fi o hartă sau o regiune geografică.
- Suprafață (3-dimensională) este o formă tridimensionă care poate fi descrisă printr-un poliedru (un obiect cu planuri conectate). Acesta împarte spațiul 3D în interior și exterior.

Adesea, în aceste sisteme, în special în GIS și cartografie, o reprezentare a unui fenomen real poate avea o dimensiune diferită (de obicei mai mică) față de fenomenul reprezentat. 
Un oraș (o regiune bidimensională) poate fi reprezentat ca un punct, iar un drum (un volum tridimensional de material) poate fi reprezentat ca o linie. Această generalizare dimensională este corelată cu tendințele în cogniția spațială.
Întrebarea despre distanța dintre două orașe presupune un model conceptual al orașelor ca puncte, în timp ce oferirea de direcții ce implică călătoria „în sus”, „în jos” sau „de-a lungul” unui drum presupune un model conceptual unidimensional.
Acest lucru este frecvent realizat în scopuri de eficiență a datelor, simplitate vizuală sau eficiență cognitivă, și este acceptabil dacă distincția dintre reprezentare și reprezentat este înțeleasă, dar poate cauza confuzie dacă utilizatorii informațiilor presupun că forma digitală este o reprezentare perfectă a realității.

## Dimensiuni spațiale
În fizica clasică, există trei dimensiuni fizice: sus/jos, stânga/dreapta și înainte/înapoi. Acestea reprezintă direcții de mișcare într-un spațiu, iar mișcarea în alte direcții poate fi descrisă folosind aceste trei direcții. De exemplu, mișcarea în jos poate fi văzută ca mișcare în sus, dar pe o distanță negativă, iar mișcarea în diagonală este o combinație a mișcărilor sus și înainte. În termeni simpli: o linie reprezintă o dimensiune, un plan reprezintă două dimensiuni, iar un cub reprezintă trei dimensiuni.
| Axa numerelor | Unghi |
| ------------- | ----- |

| Coordonate carteziene (bidimensional) | Coordonate polare | Coordonate geografice |
| ------------------------------------- | ----------------- | --------------------- |

| Coordonate carteziene (tridimensionale) | Coordonate cilindrice | Coordonate sferice |
| --------------------------------------- | --------------------- | ------------------ |

## Timpul
Timpul este o dimensiune care măsoară schimbările fizice. Timpul este considerat a patra dimensiune, dar nu este o dimensiune de spațiu. Spre deosebire de cele trei dimensiuni de spațiu, timpul este perceput diferit, deoarece nu se poate călători liber în timp, ci doar într-o singură direcție.
În fizică, ecuațiile nu tratează timpul așa cum este perceput de oameni. De exemplu, în mecanica clasică, timpul este simetric (nu se schimbă), iar în mecanica cuantică, ecuațiile rămân aceleași chiar și dacă timpul este inversat. Percepția că timpul trece într-o singură direcție este legată de creșterea dezordinii (entropia).
Teoria relativității a lui Einstein descrie timpul ca parte a unui spațiu cu patru dimensiuni, numit spațiu-timp. Timpul nu este ca celelalte dimensiuni de spațiu, deoarece influențează toate dimensiunile. Timpul nu poate exista într-un punct infinit de mic, deoarece nu ar putea fi perceput sau măsurat într-un punct fără schimbare. Astfel, mișcarea unui obiect prin spațiu implică și mișcarea acestuia prin timp.

## Dimensiunea în matematică
În matematică, dimensiunea unui obiect reprezintă numărul de grade de libertate ale unui punct care se mișcă pe acel obiect. Dimensiunea este numărul de parametri sau coordonate independente necesare pentru a defini poziția unui punct restricționat să se afle pe obiect. De exemplu, dimensiunea unui punct este zero; dimensiunea unei linii este una, deoarece un punct se poate mișca pe o linie într-o singură direcție (sau în direcția opusă); dimensiunea unui plan este două, și așa mai departe.
Un exemplu concret este o curbă, cum ar fi un cerc. Deși un cerc poate fi desenat într-un spațiu tridimensional, dimensiunea lui rămâne 1, deoarece pentru a descrie poziția unui punct pe cerc, trebuie să cunoaștem doar distanța acestuia față de un punct fix de pe cerc. Aceasta este o caracteristică intrinsecă a cercului, care nu depinde de spațiul în care este plasat. La fel, o suprafață are dimensiunea 2, chiar dacă este plasată într-un spațiu tridimensional. Dimensiunea unui obiect rămâne aceeași indiferent de dimensiunea spațiului în care se află.

## Listă de subiecte după dimensiune
- 0 dimensiune
  - punct
  - spațiu de dimensiune zero
  - număr întreg
- 1 dimensiune
  - Linie
  - Curbă
  - Grafic
  - Număr real
  - Lungime
- 2 dimensiuni
  - Plan
  - Suprafață
  - Poligon
  - Număr complex
  - Sistem de coordonate cartezian
  - Arie
- 3 dimensiuni
  - Poliedru
  - Stereoscopie
  - Axă de rotație
  - Noduri
  - Linii oblice
  - Volum
  - Poligon oblic
- 4 dimensiuni
  - Spațiu-timp
- Dimensiuni mai mari
  - Octonion (8 dimensiuni)
  - Sedenion (16 dimensiuni)
  - Spațiu Hilbert
  - Spațiu funcțional